# Alfred Berg (politiker)
Olof Alfred Berg, född 12 augusti 1862 i Maria Magdalena församling, Stockholm, död 25 april 1924 i Giresta församling, Uppsala län, var en svensk godsägare och riksdagsman.
Berg var ägare till godset Staby i Uppsala län. Han var även ledamot i styrelsen för Ultuna lantbruksinstitut från 1907. Som riksdagsman var han ledamot av andra kammaren 1906–1918. Han motionerade huvudsakligen om jordbruksfrågor samt om löner och anslag till sjukvården.